# Warnstedt
Warnstedt is een plaats en voormalige gemeente in de Duitse deelstaat Saksen-Anhalt, en maakt deel uit van de Landkreis Harz.
Warnstedt maakt sinds 2003 deel uit van de gemeente Thale en telt 663 inwoners.